# Don Commons
Donald James Commons (* 5. Mai 1952) ist ein ehemaliger australischer Dreispringer. 
1974 wurde er Siebter bei den British Commonwealth Games in Christchurch und 1977 Achter beim Leichtathletik-Weltcup in Düsseldorf.
1976 und 1977 wurde er Australischer Meister. Seine persönliche Bestweite von 16,55 m stellte er am 30. Oktober 1977 in Canberra auf.
Sein Bruder Chris Commons war als Weitspringer erfolgreich.